# 牛金星
牛金星（？—1652年），字聚明，河南宝丰陂北里大牛庄（今石桥乡）人，李自成的谋士。

## 生平
天启七年（1627年）中举人，崇祯十三年（1640年）冬，入李自成幕下，建议“少刑杀，赈饥民，收人心”，崇祯十七年（1644年）正月，成為李自成大順政權時的天祐殿大学士，是闖軍中少有的文人，牛又薦舉軍師宋獻策。李自成進入北京後，牛金星热衷於登極禮儀，教習登極儀式，不斷地勸進李自成。崇禎十七年（1644年）四月二十三，李自成兵败山海关，率殘軍退回北京，下令殺吴三桂全家三十餘口。二十九日，在牛金星等的策劃下，李自成在明宮武英殿即皇帝位。次日，即逃離北京。
清顺治二年（1645年）夏，牛金星與其子牛佺投靠清廷為官，牛佺官任黄州知府。牛金星獲清廷賞給京卿。
九年（1652年），老死於牛佺官署中。臨死前嘱牛佺曰：“赖弥缝之巧，得不膏荆棘，可幸。要，不可恃也，吾死，必葬香山之阳，闭门教子勿再出”。葬於香山之阳（山南曰陽）。